# 二十八部眾
二十八部眾為千手觀音菩薩的眷屬，也是擁護觀音法門修持者的諸天善族鬼神護法。東、南、西、北與上、下各有四部，加上東北、東南、西北、西南共合計二十八部眾，屬於方位神。在《千手觀音造次第法儀軌》裡雖有形容各個本形樣貌與其密語，不過在《千手千眼觀世音菩薩大悲心陀羅尼經》裡所提之“二十八大仙眾”護法應該不只二十八位。
如大慧寺與關渡宮等廟宇祭祀的二十八位神尊，許多位的出處亦不可考，如金大王、滿仙人等兩位神尊，於經藏中亦找不到，或說即「金賢」與「滿賢」兩位夜叉大將；或說即金毘羅王與滿善車王的尊稱，被重複。或說金賢、滿賢兩位即代表金毘羅王與滿善車王所屬的眷屬神。

## 經典出處
- 最初由日本三十三間堂供奉，出自日本僧侶永真著《千手經二十八部眾釋》[1]：

|  | 十百手陀羅尼守護者名號略釋《千手陀羅尼經》。新古兩本共有本尊勅偈。偈中有守護者諸天善神等名。兩本大同少異。然於古經有疏三卷。新本無疏。言古本者。似未再治。文段增多有種種藥法并祕術等。於彼疏中。先帖經文。後釋經文。於觀音部持法行者。須要披閱也。其新本者。除麁取要。為令易誦持也。世流布本是也。此外大宋有摸印之本。頗謂修直之本。除本經陀羅尼。改入不空譯呪。加之所所文言有增減有修直矣。余集此三經守護者名。謹致取捨。或依梵文。或引他經。聊作解釋。非為勝他名聞。但是為興法利生耳。古本經疏釋勅偈神名云能護者云云不名二十八部眾。爰世人擧呼此守護者為千手觀音二十八部眾。而於經中及古疏等未分二十八。亦不名二十八部眾。就中『古千手經』偈有四十句。其二十七句神名也缺魔尼跋陀羅一句。散指大將弗羅婆一句疏曰。『新千手經』勅偈有四十三句。就中神名有二十九句。私分為二十八部。所謂初二句為一部故成二十八部。部者部黨也。集等輩者也。『孔雀經』有二十八部鬼神。皆是藥叉。非今經眾。所謂四方各有四藥叉成十六人。四角有四藥叉。上方有四夜叉。下方有四藥叉。總合二十八藥叉也。不云二十八部眾。『葉衣觀音經』有二十八藥叉。大將不名二十八部。如『孔雀經』也。今『千手經』守護者神各呼為二十八部。似可爾也。何者。一句或有二人。或有三人。是故一句為一部。今私強隨世人之謂試立部名。一往解之。近代外師以天二十八宿毘沙門二十八使者。配『新千手經』勅偈神名。以一人配一句為同伴。其偈初二句配一宿。二十七句各配一宿一使者。私彈曰。二十八宿者二十八宮也。二十八使者亦二十八人也。何以一人配部眾。且密跡金剛士·鳥芻·君荼·鴦俱屍。是一部中四人也。或一句含二人。如摩醯那羅達。或一句含三人。如迦樓·緊那·摩睺羅。或一句含多眾。如釋王三十三二十八部大仙眾。豈句句各配一人耶。餘舍彼彼之釋。私作解釋。彼古千手經疏釋此守護者名。似不當理。所以不與梵文合。亦不明出所。然其釋名頗可加。今釋之左。誰知其正。唯待聖旨。 |

- 依照古印度大德善無畏尊者，所翻譯的《千手觀音造次第法儀軌》[2]，應以八大菩薩為眷屬，其下為二十八部眾，有各各本形及真言。詳如經文：

|  | 如是善神異口同音。各各誓言顯說釋名密語神咒。領諸眷屬。左右前後圍繞守護。受持娑婆訶。若有善男子善女人持咒者。可誦善神咒。 |

- 伽梵達摩所譯《千手陀羅尼經》[3]裡提到的二十八部眾，亦是菩薩的常隨護法，詳如經文：

|  | 我時當敕一切善神、龍王、金剛密跡，常隨衛護，不離其側，如護眼睛，如護已命。說偈敕曰： 我遣密跡金剛士1烏芻君荼鴦俱尸八部力士賞迦羅2常當擁護受持者 我遣摩醯那羅延3金剛羅陀迦毘羅4 常當擁護受持者 我遣婆馺娑樓羅5滿善車缽真陀羅6 常當擁護受持者 我遣薩遮摩和羅7鳩闌單吒半祇羅8 常當擁護受持者 我遣畢婆伽羅王9應德毘多薩和羅10 常當擁護受持者 我遣梵摩三缽羅11五部淨居炎摩羅12 常當擁護受持者 我遣釋王三十三13大辯功德婆怛那14 常當擁護受持者 我遣提頭賴吒王15神母女等大力眾16 常當擁護受持者 我遣毘樓勒叉王17毘樓博叉18毘沙門19 常當擁護受持者 我遣金色孔雀王20二十八部大仙眾21 常當擁護受持者 我遣摩尼跋陀羅22散支大將弗羅婆23 常當擁護受持者 我遣難陀跋難陀婆伽羅龍伊缽羅24 常當擁護受持者 我遣脩羅乾闥婆迦樓緊那摩喉羅25 常當擁護受持者 我遣水火雷電神26鳩槃荼王27毘舍闍28 常當擁護受持者 是諸善神及神龍王、神母女等，各有五百眷屬，大力夜叉，常隨擁護 （以上經文數字部分，為各別諸護法的正確區分） |

## 二十八部眾形象[4]
1. 密迹金剛士，赤紅色具三眼，右持金剛杵，左手拳安腰。
2. 烏芻君荼央俱，“乌刍”爲乌枢沙摩明王，“君荼”爲军荼利明王，「央俱尸」爲金剛鉤女菩薩。左手持一股金剛杵，右手拳安腰；八部力士賞迦羅綠色，右手持慧劍，左手三股印作也。
3. 魔醯那羅延，黑赤紅色具三眼瞋怒相也，以三股揭為天冠，及金剛寶以為瓔珞，左手持杵，右手把寶盤，內赤外黑色也。
4. 金毘羅陀迦毘羅，白紅色，左手把寶弓，右手把寶箭。
5. 婆馺婆樓那，白紅色，左手索，右手安腰。
6. 滿善車鉢真陀羅，左手金剛輪，右手拳印，紅色。
7. 薩遮摩和羅，左手把寶幢，上有鳳鳥，右手施願印。
8. 鳩蘭單吒半祇羅，左手金剛鐸，右手金剛拳，白紅色。
9. 畢婆伽羅王，左手把刀，右手安腰。
10. 應德毘多薩和羅，左手持弓，右手三叉杵箭，色黃黑也。
11. 梵摩三鉢羅，色紅白，左手持寶瓶，右手三股杵。
12. 五部淨居炎摩羅，色紫白，左手持炎摩幢，右手女竿。
13. 釋王三十三，色白紅，左手安腰，右手持金剛杵。
14. 大辨功德娑怛那，帝釋天王主之女子大德天女也，多聞天之大妃也，左手把如意珠，紫紺色也，右手金剛劍。
15. 提頭賴吒王，赤紅色又青白色，左手執如意寶王色黃青八角，右手刀。
16. 神母女等大力眾，色如
17. 毘樓勒叉王，色赤，左手執杵，右手把劍。
18. 毘樓博叉王，色白，左手執杵，右手把金索青色。
19. 毘沙門天王，色紺青，左手持寶塔，右手杵。
20. 金色孔雀王，身色黃金，左手執寶幢，上有孔雀鳥細妙色也，說無量妙言。
21. 二十八部大仙眾者，二十八天神也，伊舍那神以為上首，身色黑赤白也，左手執杵，右手取朱盤器，金剛寶以為瓔珞。
22. 摩尼跋陀羅，色白紅，左手執寶幢，上有如意玉，右手施願印也。
23. 散脂大將弗羅婆，身色赤紅，左手執金剛，右手安腰。
24. 難陀、跋難陀，身色上赤色，左手執赤索，右手劍頭各有五龍下黑青色，左手青索，右手刀。娑伽羅龍伊鉢羅，上色赤白，左手執赤龍，右手刀，下色青白，左手白龍也。
25. 修羅，所謂大身修羅也，身赤紅色，左手持日輪，右手月輪。乾闥婆，左手執歌琴，右手舞印，身色白紅也。迦樓羅王，金色兩羽具，左手貝，右手執寶螺笛。緊那羅摩睺羅伽，此兩王形白色如羅剎女，有二眼乃至三四五眼，持諸藥器等，具足二四六八臂，天冠天衣諸寶珠以為身嚴。
26. 水火雷電神，此四神皆備夫妻，雷者天雷神，電者地電也，此餘者水火以為身嚴。
27. 鳩槃荼王，長鼻瞋怒形也，黑色，左手戰大器，右手執索。
28. 毘舍闍，大目瞋怒形，黑赤色，左手火玉也。

## 廟宇
位於臺灣臺北市的關渡宮古佛洞裡即有供奉此二十八天王（部眾），與日本京都的蓮華王院三十三間堂裡的二十八部眾之神像形體名稱皆相似。有：
1. 那羅延堅固
2. 難陀龍王
3. 摩睺羅
4. 緊那羅
5. 迦楼羅
6. 乾闥婆
7. 毘舎闍
8. 散支大将
9. 満善車鉢
10. 摩尼跋陀羅
11. 毘沙門天
12. 提頭頼吒王
13. 婆藪仙
14. 大弁功徳天
15. 帝釈天王
16. 大梵天王
17. 毘楼勒叉
18. 毘楼博叉
19. 薩遮摩和羅
20. 五部浄居
21. 金色孔雀王
22. 神母女
23. 金毘羅王
24. 畢婆伽羅
25. 阿修羅
26. 伊鉢羅
27. 娑伽羅龍王
28. 密迹金剛士

## 相關概念
佛教繼承了婆羅門教（印度教前身）的方位神概念，由八方天漸次敷衍爲十二天、十六天、二十諸天、二十四天等。後又以二十八部眾爲觀音菩薩部屬，但其中的部分神祇已經無法考證來源。

## 資料來源

### 外部資料
- 千手陀羅尼經(千手千眼觀世音菩薩廣大圓滿無礙大悲心陀羅尼經)-大正新脩大藏經 第二十冊 No. 1060 唐‧西天竺‧伽梵達摩　譯 (約西元650-660)
- 千手觀音造次第法儀軌-大正新脩大藏經 第二十冊 No. 1068 唐‧中天竺‧三藏善無畏　譯 (約西元637年-735年)
- 千手經二十八部眾釋-大正新脩大藏經 第六十一冊 No. 2243 日本‧建久九年四月十四日 僧‧永真 于東寺假堂書寫 (約西元1198年)
- 三十三間堂（页面存档备份，存于）
- 臺北市關渡宮（页面存档备份，存于）